# Cornus parviflora
Cornus parviflora är en kornellväxtart som beskrevs av Chien. Cornus parviflora ingår i släktet korneller, och familjen kornellväxter. Inga underarter finns listade i Catalogue of Life.